# Кобург (острів)
Ко́бург (рос. Кобург) — острів в Північному Льодовитому океані, у складі архіпелагу Земля Франца-Йосифа. Адміністративно відноситься до Приморського району Архангельської області Росії.

## Географія
Острів знаходиться в північній частині архіпелагу, входить до складу Землі Зичі. Розташований в протоці Трінінген, на північний схід від острова Карла-Александра.
Острів не вкритий льодом, рельєф височинний, на півночі знаходяться кам'янисті розсипи. Біля північно-західного берега розташований невеликий острівець-скеля.

## Історія
Острів названий на честь німецької династії Саксен-Кобург-Гота.